# Беатріче Шістнадцята
«Беатріче Шістнадцята: особиста розповідь Мері Гатерлі, М. Б., дослідниці та Географині» (англ. Beatrice the Sixteenth: Being the Personal Narrative of Mary Hatherley, M.B., Explorer and Geographer) — феміністичний утопічний роман 1909 року англійської юристки, письменниці та активістки Ірен Клайд. Сучасні вчені описували її як небінарну, трансгендерку або трансжінку. У книзі розповідається про мандрівника в часі, який відкриває загублений світ із постгендерним суспільством.

## Короткий зміст сюжету
Мері Гатерлі, географічна дослідниця, яка мандрує пустелею з арабським ескортом, втрачає свідомість від удару верблюда. Вона прокидається й опиняється серед групи таємничих людей, одягнених у коричневі мантії з жовтими смугами. Подорожуючи з ними, вона відкриває утопічне суспільство Армерії під правлінням королеви Беатріче Шістнадцятої. Після прибуття Мері знайомиться з упорядкованими вулицями Армерії, де суспільні норми та традиційні гендерні ролі неоднозначні. Жителі Армерії живуть у гармонійному суспільстві, що ґрунтується на рівності та взаємній повазі, без суворих гендерних відмінностей, характерних для світу Мері.
Мері приймає Ілекс, високопоставлений чиновник в Армерії, який допомагає їй орієнтуватися у звичаях і традиціях цього суспільства. Будинок Ілекса служить прикладом армерської культури, наповненої різними персонажами, які демонструють різні грані їхньої соціальної структури. Люди Армерії займаються інтелектуальними пошуками, мистецьким самовираженням і спільним способом життя, який надає перевагу колективному добробуту над індивідуальними амбіціями. Вони дотримуються суворої вегетаріанської дієти, припинивши забивати тварин більше тисячі років. Їхня мова містить елементи латинської та грецької мов і не має граматичного роду. В Армерії існує рабство, але поводження з рабами виглядає більш гуманним та інтегрованим у суспільство.
Коли Мері стає більш інтегрованою в армянське суспільство, вона спостерігає за їхнім звичаєм створювати життєві партнерства, відомі як «конжукс», що ґрунтуються на любові, дружбі та рівності, а не на сексі, що підкреслює відмінності від її власного суспільства. Армерійці не здатні до розмноження, тому немовлят обмінюють на товари від сусідніх мешканців.
Напруга зростає, коли виникає конфлікт між Армерією та сусіднім народом Урас, який планує скинути королеву Беатріче і має намір завоювати Армерію. Армерійці готуються до неминучого конфлікту зі сумішшю стоїцизму і надії, демонструючи свою стійкість і відданість своєму способу життя. У фільмі досліджуються стратегії та емоційна боротьба армерійських лідерів перед загрозою вторгнення. Мері стає свідком хоробрості та жертовності армерійців, зокрема, через дії Ілекса та інших ключових фігур, які втілюють дух їхнього суспільства.
Мері супроводжує Ілекса та групу розвідників, які досліджують гори та печери в пошуках слідів загарбників-урасів. Напруга зростає, коли на них нападають, і Мері відчуває на собі реалії війни, що наближається. Ця подорож випробовує Мері на мужність і поглиблює її зв'язок з армерійцями, зміцнюючи її місце в їхній громаді. Боротьба проти урасів зображена в деталях, підкреслюючи контраст між мирним способом життя армерійців та агресією їхніх ворогів.
Коли конфлікт досягає свого апогею, Мері опиняється в самому центрі битви, стаючи свідком героїзму та втрат своїх нових друзів. Захист військовослужбовцями своєї батьківщини зображено з величчю та інтимністю, зосереджуючи увагу на індивідуальних історіях хоробрості та колективній рішучості зберегти своє суспільство. Наратив показує ціну захисту своїх цінностей і способу життя, не цураючись реалій війни.
Історія завершується роздумами про наслідки конфлікту та незламний дух армерійців. Попри руйнування, відданість громади своїм ідеалам залишається непохитною. Мері, яка тепер є повноправною частиною армерійського суспільства, зближується з Ілексом і роздумує про уроки, які вона засвоїла, та про трансформаційну силу їхнього прикладу. Рукопис завершується приміткою, в якій йдеться про те, що Марія вирішила залишитися в Армерії, довіривши свою історію світові, щоб надихнути інших уявити собі суспільство, засноване на рівності та повазі. Вона надсилає рукопис подрузі в Шотландію, яка організовує його публікацію Ірен Клайд.

## Теми

### Дезнайомлення
«Беатріче Шістнадцята» була описана як успішний приклад дефаміліаризації, оскільки вона спочатку поміщає читача у світ без будь-яких ознак статі, і це створює навантаження на спробу читача застосувати існуючі соціальні парадигми, які вимагають гендерної категоризації.

### Стать і сексуальність
Роман згадується як попередник інших феміністичних утопій і сучасного радикального феміністичного мислення про гендер і сексуальність. Деякі коментатори звертають увагу на те, що роман спочатку уникає використання гендерних займенників, натомість звертаючись до персонажів як «фігура», «особа» або «персонаж», однак у міру розвитку роману гендерні займенники, такі як вона, все частіше вживаються і стають жіночими. характеристики відверто цінуються. Інші, такі як Соня Тірнан, стверджують, що попри те, що Армерія представлена як безстатева, всі герої видаються жіночими. Емілі Гамер називає книгу лесбійською історією кохання. Навмисне уникнення Клайдом визначення статі героїв книги було протиставлено роману Урсули К. Легуїн «Ліва рука темряви» 1969 року, у якому використовуються займенники чоловічого роду для позначення героїв, що мають важливе значення. Його також порівнювали з «Їїзем'я» Шарлотти Перкінс Гілмен, опублікованою шістьма роками пізніше, у 1915 році, де «Беатріче Шістнадцята» була описана як «більш радикальна». Книга вважається раннім прикладом трансгендерної літератури.

### Шлюб
Соня Тірнан стверджує, що книга критично ставиться до гетеросексуального шлюбу та представляє його як можливість погасити лише тоді, коли він заснований на стосунках між людьми однієї статі.

## Відгуки
Роман добре не продавався, і деякі примірники залишалися у видавця до 1950-х років. Сучасний рецензент похвалив її за те, що вона добре написана й цікава, а персонажі здаються реальними. Інший рецензент припустив, що «Пригоди Мері Гатерлі» була б більш підходящою назвою, але він високо оцінив вегетаріанство армеріанців. Herald of the Cross вважав, що книга передає духовне й окультне послання, що представляє подорож душі на окультному рівні свідомості. Луїза Редфорд Веллс вважала роман незвичайним і спочатку була збентежена статтю персонажів, пізніше зрозумівши, що кожна героїня також є героєм. Вона дійшла висновку, що книга була добре написана та цікава. Газета The Guardian припустила, що авторка могла бути суфражисткою, описуючи суспільство в книзі як чудове, але без детальних пояснень його функціонування. Хоча стиль книги є непослідовним, у рецензії відзначено цікаві ідеї.

### Критика
Сучасний критик описав місце дії книги як дуже незвичайне і нелегке для розуміння. У результаті вони відчули, що історії бракує певного рівня людського інтересу, який міг би зробити її більш привабливою для читацтва.

У «Зміні тем» Мелані Тейлор критикує роман як дуже нереалістичний і має щільний, млявий стиль написання.:401 Вона підкреслює, що він зображує ідеалізовану версію повністю жіночого світу, і стверджує, що він не вдало представляє справжню утопію::403
Далекий від ідеального стану, яким він прагне бути, цей світ пронизаний власними поділами та конфліктами. Ієрархічні та бінарні відмінності є фундаментальними полюсами цього альтернативного існування — Армія/Урас, вільні люди/раби, цивілізовані/варвари — в той час як в його практиках «conjux» (що означає «поєднана особа») підтримуються західні конвенції моногамії та шлюбу.
Метт Ползін стверджує, що у своєму баченні ідеального майбутнього суспільства, яке досягається шляхом скасування гендеру, Клайд спиралася на інші системи класифікації, зокрема на колоніальні ієрархії. Ползін вважає, що утопічне світобудування посилюється, коли ми збільшуємо нашу «здатність реагувати» на історичні акти расового та колоніального насильства і беремо до уваги існуючі культурні та екологічні відносини, особливо в тих «інших місцях», які утопічна фантастика традиційно зображала як чисті полотна для уяви.
Люсі Елла Роуз стверджує, що некритичний підхід Клайд до поневолення розкриває елітарні та ієрархічні тенденції її робіт. Хоча вона прагне скасувати статевий та гендерний поділ і піднести лесбійську інтимність, її роботи консервативно посилюють класовий та соціальний поділ. Це проявляється в її підтримці захисту аристократії, яка асоціюється з «чарівністю» жіночності. Ці аспекти ставлять творчість Клайд в один ряд з іншими феміністичними творами білих представниць середнього класу міжвоєнного періоду, вписуючи її в ширший контекст літературних і наукових дебатів про модернізм.

## Історія видання
Перше видання було опубліковано в 1909 році видавництвом George Bell & Sons у Лондоні. Його також опублікував Macmillan у Нью-Йорку.
Нове видання книги вийшло у 2023 році у видавництві Mint Editions.

## Подальше читання
- Patai, Daphne; Ingram, Angela (1993). «Fantasy and Identity: The Double Life of a Victorian Sexual Radical». Chapel Hill, North Carolina: The University of North Carolina Press. pp. 265—302.